# Cesarska Szkoła Prawnicza
Cesarska Szkoła Prawnicza, Cesarska Szkoła Prawoznawstwa (ros. Императорское училище правоведения) – jedna z najbardziej prestiżowych szkół wyższych w Imperium Rosyjskim, z siedzibą w Petersburgu. Istniała w latach 1835–1918.

## Historia
Szkoła została otwarta 5 grudnia?/17 grudnia 1835. Do 1918 r. uczelnię opuściło ponad 2000 absolwentów, którzy pozostawili piętno na życiu społecznym i kulturalnym Rosji. Jej wykładowcami byli m.in. Leon Petrażycki, Nikołaj Tagancew, Władimir Nabokow i Fiodor Martens. Została zlikwidowana dekretem Komisariatu Ludowego Oświaty 18 czerwca 1918.

## Siedziba
Uczelnia mieściła się w domu Аleksieja Rżewskiego z 1790 przy nabrzeżu Fontanki 6 (Набережная реки Фонтанки, 6). Po zamknięciu uczelni jej budynek był przekazany Pietrogradskiemu Instytutowi Rolnictwa (Петроградский агрономический институт). Następnie mieściło się w nim kilkadziesiąt różnego rodzaju instytucji, od 2003 Leningradzki Sąd Okręgowy.